# 崔肖佳
崔肖佳（1977年3月4日—），是一名已经退役的中国足球运动员，司职中后卫或者后腰。
崔肖佳在青岛成名，之后申请转会被云南红塔摘走。2003年8月，他在赛季中期的二次转会中加盟上海申花，身价100万元，但是没有获得过任何正式比赛的机会，2004年赛季结束后被俱乐部挂牌。此后他在甲级联赛青岛海利丰效力了两年，于2006年赛季结束后正式宣布退役。